# Emil Ehrenberger
Emil Ehrenberger (* 31. července 1946 Borský Svätý Jur) je bývalý slovenský a československý politik, po sametové revoluci československý ministr spojů.

## Biografie
V roce 1964 vystudoval SVŠT v Malackách a v roce 1970 absolvoval Slovenskou vysokou školu technickou v Bratislavě (elektrotechnická fakulta). Od ledna 1971 byl zaměstnancem Správy radiokomunikací Bratislava-Televizní vysílací středisko Kamzík, kde působil jako technik údržby radioreléových tras. V letech 1973–1978 byl vedoucím údržby. Roku 1977 také absolvoval postgraduální studium televizních přenosových soustav. Od roku 1978 zastával post vedoucího radiokomunikačního střediska radioreléových sítí pro Slovensko. V roce 1991 se uvádí jako ženatý, měl čtyři děti.
Před rokem 1989 nebyl členem žádné politické strany. Po sametové revoluci se zapojil do politiky.
19. dubna 1991 byl jmenován ministrem spojů ve druhé vládě Mariána Čalfy. Portfolio si udržel do konce existence vlády, tedy do 2. července 1992. Na post ministra ho navrhlo KDH Jána Čarnogurského, kterému dle koaliční smlouvy příslušelo obsazování tohoto rezortu. Ehrenberger se při nástupu do funkce vyjádřil pro razantnější reformy sektoru telekomunikací.
Později přešel do formace ODÚ-VPN. V roce 1994 se podílel na vzniku Klubu Demokratické strany, který sdružoval významné osobnosti slovenského veřejného života a byl orientován opozičně proti tehdejší vládě Vladimíra Mečiara.